# Lliga catalana de bàsquet femenina 1989-1990
La Lliga Nacional Catalana de Basquetbol 1989 fou la novena edició de la Lliga catalana. La competició se celebrà des del 30 d'agost al 16 de setembre de 1989 i fou organitzada per la Federació Catalana de Basquetbol. Hi participaren el Microbank-El Masnou, vigent campió, Caixa Tarragona i Bàsquet Manresa Joviat. La competició es disputà en dues fases, una primera, en format de fase regular a doble volta, i una segona, amb la final del torneig. A la primera fase, els dos equips amb més punts es classificaren per a disputar la final. que se celebrà 16 de setembre al Pavelló d'Esports de Sant Fruitós de Bages.
El Microbank-El Masnou revalidà el campionat de la Lliga catalana, després de guanyar al Caixa Tarragona per 74 a 63. Aconseguí el seu tercer títol, segon de forma consecutiva.

## Primera fase

### Taula de resultats
| Casa \ Fora            | MAN | MAS | TAR   |
| ---------------------- | --- | --- | ----- |
| Bàsquet Manresa Joviat | —   |     |       |
| Microbank El Masnou    |     | —   | 64–67 |
| Caixa Tarragona        |     |     | —     |

### Competició
| 30 d'agost de 1989 | Microbank El Masnou | 64–67   | Caixa Tarragona | El Masnou |
|                    |                     |         |                 |           |
|                    |                     | Informe |                 |           |

| 6 de setembre de 1989 | Microbank El Masnou | vs. | Bàsquet Manresa Joviat | El Masnou |  |
| 20:30 CET             |                     |     |                        |           |  |
|                       |                     |     |                        |           |  |

| 9 de setembre de 1989 | Caixa Tarragona | vs. | Microbank El Masnou | Tortosa |  |
| 22:00 CET             |                 |     |                     |         |  |
|                       |                 |     |                     |         |  |

| 11 de setembre de 1989 | Caixa Tarragona | vs. | Bàsquet Manresa Joviat | Tortosa |  |
| 20:00 CET              |                 |     |                        |         |  |
|                        |                 |     |                        |         |  |

| 12 de setembre de 1989 | Bàsquet Manresa Joviat | vs. | Caixa Tarragona | Manresa |  |
|                        |                        |     |                 |         |  |
|                        |                        |     |                 |         |  |

## Final
Disputaren la final de la Lliga Nacional Catalana 1989 el Microbank-El Masnou i el Caixa Tarragona. Se celebrà el 16 de setembre de 1989 al Pavelló d'Esports de Sant Fruitós de Bages i fou retransmès en directe per TV3. Es proclamà campió el club masnoví, que guanyà la final per 74 a 63. Individualment, destacà l'actuació de la base figuerenca Anna Junyer amb 34 punts, màxima anotadora del partit i rècord històric de les finals de Lliga catalana.
| 16 de setembre de 1989 16:00 CET Informe | Microbank-El Masnou                | 74–63 | Caixa Tarragona | Pavelló d'Esports de Sant Fruitós de Bages Àrbitres: Pizarro i Martín Beltrán |
| 16 de setembre de 1989 16:00 CET Informe | Resultat per meitats: 35-27, 39-36 |       |                 | Pavelló d'Esports de Sant Fruitós de Bages Àrbitres: Pizarro i Martín Beltrán |
| 16 de setembre de 1989 16:00 CET Informe | Pts: Junyer 34                     |       | Pts: Llop 23    | Pavelló d'Esports de Sant Fruitós de Bages Àrbitres: Pizarro i Martín Beltrán |

| Microbank-El Masnou | Caixa Tarragona |

| #            | Pos.  | Jugadora         | Pts |
| ------------ | ----- | ---------------- | --- |
| 5            | A     | Teresa Almoguera | 0   |
| 6            | AP    | Rosa Castillo    | 6   |
| 7            | A     | Concha Zapata    | 5   |
| 9            | E     | Nina Pont        | 3   |
| 10           | B     | Anna Junyer      | 34  |
| 11           | P     | Judith Solana    | 1   |
| 12           | B     | Lluïsa Bisetti   | 8   |
| 14           | A     | Lisa Long        | 3   |
| 15           | P     | Annie Norris     | 14  |
| Equip        | Equip | Equip            | 74  |
| Entrenadora  |       |                  |     |
| Maria Planas |       |                  |     |

| Campió de la Lliga Catalana 1989-1990 |
| ------------------------------------- |
| Microbank-El Masnou Tercer títol      |

| #           | Pos.  | Jugadora         | Pts |
| ----------- | ----- | ---------------- | --- |
| 6           | P     | Eva Clarà        | 4   |
| 7           | B     | Pilar Bilbao     | 6   |
| 8           | AP    | Lali Vila        | 5   |
| 10          | E     | Cristina Reixach | 1   |
|             |       | Asforis          | 8   |
| 12          | E     | Roser Llop       | 23  |
| 13          | B     | Gemma Vilaseca   | 0   |
| 14          | P     | Dayn Royster     | 16  |
| Equip       | Equip | Equip            | 63  |
| Entrenadora |       |                  |     |
| Sílvia Font |       |                  |     |